# Brent Fitz

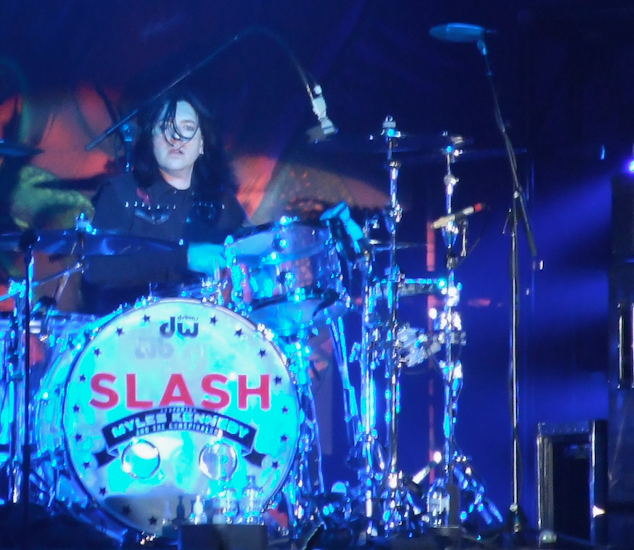
Brent Fitz (2012)

Brent Fitz (* 27. März 1970 in Winnipeg) ist ein kanadischer Musiker. Sein Hauptinstrument ist das Schlagzeug, er ist jedoch Multiinstrumentalist. Neben der Arbeit mit Musikern wie Theory of a Deadman, Alice Cooper, Vince Neil, The Guess Who und Econoline Crush war er auch Gründungsmitglied der US-amerikanischen Hard-Rock-Band Union. Seit 2010 ist er Mitglied der Band um Slash.

## Werdegang
Fitz stammt aus Winnipeg in Kanada, wo er das John Taylor Collegiate besuchte, das er 1988 abschloss. In den 1990er Jahren verließ er Kanada und lebte einige Zeit in Los Angeles, sein aktueller Wohnsitz ist allerdings Las Vegas.
Seit seinem fünfzehnten Lebensjahr macht Fitz professionell Musik. Er spielte zunächst als Mitglied verschiedener Gruppen in den Clubs seiner Heimatstadt und schloss sich später Seventh Heaven an, die in zahlreichen kanadischen Städten auftraten und Tourneen durchführten. Er spielte zusätzlich bei der Gruppe Shake Naked, die ebenfalls Kanada bereiste. Seventh Heaven hatte auch bestehende Kontakte nach Los Angeles, wodurch sich für Fitz die Gelegenheit ergab, dort als Sessionmusiker zu arbeiten und aufzutreten.
Als er später mit der ehemaligen Sängerin von Shake Naked, Lenita Erickson, arbeitete, kam er mit Bruce Kulick in Kontakt, der ihn einlud, mit ihm aufzunehmen. Aus dieser Arbeit ging die Band Union hervor, zu der neben Kulick und Fitz auch Sänger John Corabi sowie der Bassist Jamie Hunting gehörten. Das erste gemeinsame Album erschien 1998.
Fitz arbeitete 2000 außerdem mit der Band BulletBoys und mit Gilby Clarke.
Im Frühjahr 2001 bekam er das Angebot, mit Vince Neil auf Tournee zu gehen, 2005 wurde er Mitglied der Gruppe Theory of a Deadman, 2006 ersetzte er Eric Singer, der seinen Verpflichtungen bei Kiss nachkommen musste, als Schlagzeuger in der Band um Alice Cooper. Nachdem Fitz 2007 das Album Ignite mit der kanadischen Band Econoline Crush aufgenommen hatte, wurde er festes Mitglied der Gruppe, blieb aber weiterhin Tournee-Schlagzeuger bei Alice Cooper.
2009 gehörte Fitz zur Besetzung der Rock and Roll-Show Monster Circus, die in Las Vegas stattfand. Er spielte Keyboards und sang. Weitere Mitglieder der Show waren Dee Snider von Twisted Sister, Bassist Rudy Sarzo, Gitarrist Tony Montana von der Band Great White, Gitarrist Dave Kushner von Velvet Revolver, sowie John Corabi und Bruce Kulick. 2010 spielte Fitz Schlagzeug auf zahlreichen Tracks von Bruce Kulicks Album BK3.
Seit März 2010 ist er Schlagzeuger in der Band um Slash und absolvierte alle bisher stattgefundenen Tourneen der Gruppe, die sich inzwischen Slash feat. Myles Kennedy and the Conspirators nennt. Die Gruppe veröffentlichte bisher die Alben Made in Stoke 24/7/11, Apocalyptic Love, World on Fire und Living the Dream.
2014 arbeitete er mit Jake E. Lee für dessen Album Red Dragon Cartel. Er spielt auf drei der auf dem Album veröffentlichten Lieder (Shout it Out, Fall from the Sky (Seagull) und Redeem Me).

## Diskografie
mit Union
- 1998 – Union
- 1999 – Live in the Galaxy
- 2000 – The Blue Room

mit Bruce Kulick
- 2001 – Audiodog
- 2002 – Transformer
- 2010 – BK3

mit Gilby Clarke
- 2002 – Swag

mit Vince Neil
- 2003 – Live at the Whisky

mit Econoline Crush
- 2008 – Ignite

mit Slash
- 2011 – Made in Stoke 24/7/11
- 2012 – Apocalyptic Love
- 2014 – World on Fire
- 2015 – Live at the Roxy 25. September 2014
- 2018 – Living the Dream
- 2019 – Living the Dream Tour
- 2022 – 4

mit Red Dragon Cartel
- 2014 – Red Dragon Cartel (3 Songs)